# چو-کو، هاماماتسو
چو-کو، هاماماتسو (به ژاپنی: 中央区, Chūō-ku)، یکی از مناطق شهری ژاپن در جنوب شهر هاماماتسو در استان شیزوئوکا است. این مکان قلعه هاماماتسو، دریاچه هامانا و ایستگاه هاماماتسو، منطقه تجاری و مسکونی مرکزی را در بر می‌گیرد. اگرچه مساحت آن کوچک‌ترین بخش از سه بخش هاماماتسو است، اما بیشترین جمعیت را دارد.